# Rafał Zieliński
Rafał Zieliński (ur. 12 grudnia 1988 w Kaliszu) – polski projektant mody i pasjonat sportów konnych.

## Życiorys

### Projektant mody
Ukończył w Liceum im. Adama Asnyka w Kaliszu. Studiował na Wydziale Wzornictwa Wyższej Szkoły Sztuki i Projektowania w Łodzi. W 2011 obronił pracę licencjacką. Otrzymał za nią laur najlepszego dyplomu roku za studia licencjackie w Pracowni Projektowania Kostiumu Scenicznego i Filmowego. W 2013 obronił pracę magisterską, za którą otrzymał nagrodę rektora, a kolekcja dyplomowa „Un losange” była prezentowana podczas pokazów mody Alta Moda w Rzymie (2014), w ogrodach polskiej ambasady (finał pokazów młodych projektantów polskich). Współpracował m.in. z marką La Mania i Małgorzatą Baczyńską. Prezentował się na pokazach mody firmowanych przez Santo Versace. Wykonał buty na prywatne zamówienie Leonardo DiCaprio. Dwukrotnie (m.in. w 2017) zdobył główną nagrodę za nakrycie głowy na konkursie na torze wyścigowym Santa Anita Park w kalifornijskiej Arcadii. Gościł też na HH Sheikh Mansoor Bin Zayed Al Nahyan Festival w 2017 oraz na Dniu Zjednoczonych Emiratów Arabskich, gdzie prezentował głównie obuwie i nakrycia głowy. Prowadzi własne studio w rodzinnym Kaliszu, gdzie wykonuje projekty na indywidualne zamówienia. Zasiadł w komisji konkursowej 70. Gali Derby na warszawskim Służewcu (wraz z m.in. Łukaszem Jemiołem).

### Powożący
Uprawia konkurencję tradycyjnego powożenia i bierze udział w konkursach krajowych i zagranicznych. W latach 2021 i 2022 brał udział w konkurencji powożenia podczas Royal Windsor Horse Show ze swoim kucem walijskim Giacomo de Savoie i włoskim powozem Biroccina z 1938 firmy Giovanni Federico Migliasso, którego renowację przeprowadziła  w 2017 polska firma Zenon Mendyka - Powozy konne w Dolsku, która produkuje i rekonstruuje powozy z minionych epok.
W 2023 zwyciężył w prestiżowym konkursie tradycyjnego powożenia w Europie - 23rd Concours  International D'attelage de  Tradition de Cuts in  Compiegne w kategorii Singli Pony.